# Kai Kung Leng
Kai Kung Leng (kinesiska: 雞公嶺, 鸡公岭) är ett berg i Hongkong (Kina). Det ligger i den norra delen av Hongkong. Toppen på Kai Kung Leng är 561 meter över havet, eller 534 meter över den omgivande terrängen. Bredden vid basen är 4,7 km.
Terrängen runt Kai Kung Leng är kuperad åt sydost, men åt nordväst är den platt. Runt Kai Kung Leng är det mycket tätbefolkat, med 2 521 invånare per kvadratkilometer. Närmaste större samhälle är Kowloon, 19,3 km sydost om Kai Kung Leng. I omgivningarna runt Kai Kung Leng växer i huvudsak städsegrön lövskog.